# Кизиловое (село, Севастополь)
Кизи́ловое (до 1962 года Вишнёвое; укр. Кизилове, крымскотат. Kizilovoye, Кизиловое) — село в Балаклавском районе города федерального значения Севастополя, входит в Орлиновский муниципальный округ (согласно административно-территориальному делению Украины — Орлиновского сельсовета Севастопольского горсовета).

## География
Кизиловое расположено на юге территории сельсовета и Байдарской долины, у подножия Байдарской яйлы, высота центра села над уровнем моря 324 м. Ближайший населённый пункт — село Орлиное, в 1,5 км на север. С Севастополем и другими населёнными пунктами города село связано автобусным сообщением.

## Население
| 2001 | 2011 | 2014 |
| ---- | ---- | ---- |
| 33   | ↘30  | ↗44  |

Численность населения по данным переписи населения по состоянию на 14 октября 2014 года составила 44 человека., по данным сельсовета на 2012 год — 70 человек. Площадь села — 48,8 гектара. По тем же данным в селе 390 дворов — дачный посёлок без постоянного населения.

## История
Посёлок возник в начале 1950-х годов на месте подсобного хозяйства санатория «Форос», изначально называлось Вишнёвое и на 1952 год уже числилось в списках Орлиновского сельсовета (в котором село состоит всю дальнейшую историю). 24 апреля 1957 года был упразднён Балаклавский район и Вишнёвое было передано в состав Куйбышевского района Крымской области. Указом Президиума Верховного Совета УССР «Об укрупнении сельских районов Крымской области», от 30 декабря 1962 года Куйбышевский район упразднили и посёлок передали в Бахчисарайский район, тогда же, во избежание дублирования с селом Вишнёвое, населённый пункт переименовали в Кизиловое.
1 января 1965 года, указом Президиума ВС УССР «О внесении изменений в административное районирование УССР — по Крымской области», Кизиловое, вместе с Орлиновским сельсоветом, вновь передано из Бахчисарайского района в подчинение Балаклавскому. По данным переписи 1989 года в селе проживало 80 человек. С 21 марта 2014 года в составе Севастополя аннексировано Россией.